# District de Châteaudun
Le district de Châteaudun est une ancienne division territoriale française du département d'Eure-et-Loir de 1793 à 1801.

## Composition
Il est composé des 8 cantons suivants :
- Canton de Châteaudun [1] ;
- Canton d'Arrou [2] ;
- Canton de Bonneval [3] ;
- Canton de Brou [4] ;
- Canton de Civry [5] ;
- Canton de Cloyes-sur-le-Loir [6] ;
- Canton de Dangeau [7] ;
- Canton de Sancheville [8].